# Église Saint-Georges de La Haye-Descartes
Pour les articles homonymes, voir Église Saint-Georges.
L'église Saint-Georges de La Haye-Descartes est une église paroissiale dans la ville de Descartes, dans le département français d'Indre-et-Loire.
Cette église, construite au XIIe siècle mais remaniée aux XVe et XIXe siècles, est partiellement inscrite au titre des monuments historiques en 1926. Un incendie détruit sa toiture et son clocher en 2023.

## Localisation
L'église, dont le chœur est tourné vers le sud-est et la nef vers le nord-ouest, est situé en bordure occidentale de la rue du Commerce, à environ 70 m de la Creuse et du pont Henri IV, le plus ancien de la ville.

## Histoire
L'église est construite au XIIe siècle et elle appartient alors à l'abbaye Saint-Pierre de Preuilly-sur-Claise ; son chevet est remanié au XVe siècle : un mur noie partiellement l'abside semi-circulaire qui termine le chœur ; un clocher sur plan carré est élevé au-dessus de l'absidiole nord tandis que l'absidiole sud est reconstruite sur une base carrée. 
Elle est, jusqu'à la Révolution française, l'église de la paroisse Saint-Georges de La Haye. Après la Révolution l'autre paroisse de la commune (Notre-Dame) est supprimée et l'église Saint-Georges devient l'unique église paroissiale. Au XIXe siècle, elle est à nouveau remaniée.
L'abside est inscrite au titre des monuments historiques en 1926.
L'église est partiellement détruite le 9 juillet 2023 par un incendie probablement causé par la foudre, qui fait s'effondrer le clocher et enflammer les 500 m2 de toiture.

## Description

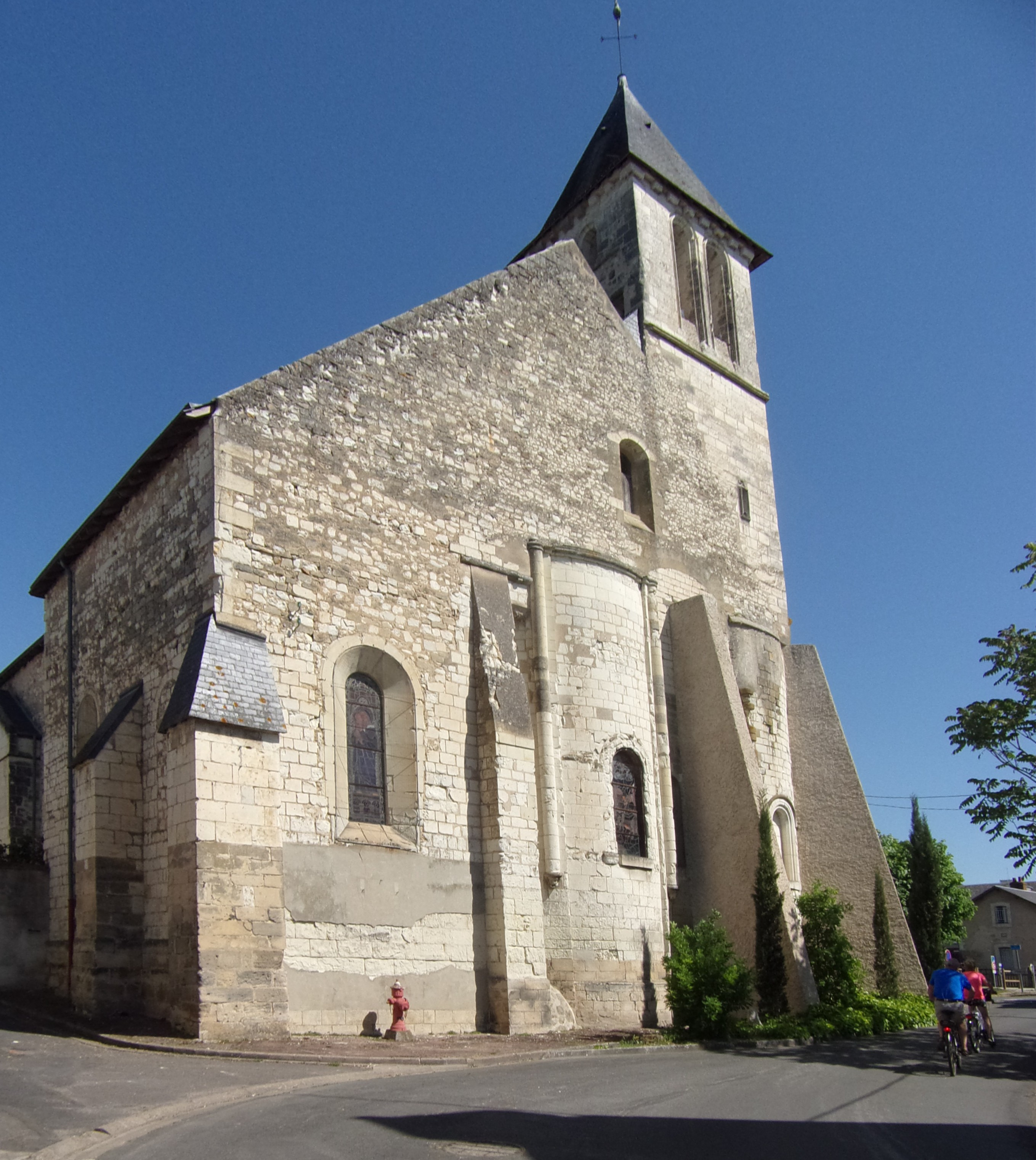
Vue du chevet.

L'église se compose d'une nef flanquée de deux collatéraux simples, l'ensemble comportant quatre travées, auxquelles fait suite un chœur d'une seule travée prolongée par une abside et deux absidioles, celle du nord ayant été surmontée par le clocher et celle du sud reconstruite. Les baies et les portes sont modernes, les ouvertures primitives ont été murées mais la trace de deux fenêtres en plein cintre subsiste dans le mur gouttereau du collatéral nord. Certains des vitraux modernes représentent saint Georges.
Intérieurement, nef et bas-côtés sont couverts de voûtes dont les arêtes reposent des chapiteaux supportés par des colonnes engagées, alors que l'abside du chœur est voûtée en cul-de-four.
Le clocher, sur plan carré, s'élève au-dessus de l'absidiole nord du chœur qui est, pour sa part, de plan semi-circulaire. Il est terminé par une pyramide couverte d'ardoises et comporte une horloge à cadran de bois et à une seule aiguille.

## Pour en savoir plus